# ジョン・スペンサー (第3代スペンサー伯爵)
第3代スペンサー伯爵ジョン・チャールズ・スペンサー（英: John Charles Spencer, 3rd Earl Spencer, PC, FRS、1782年5月30日 - 1845年10月1日）は、イギリスの政治家、貴族。
1830年から1834年にかけてのホイッグ党政権（グレイ伯爵内閣、第一次メルバーン子爵内閣）で庶民院院内総務、大蔵大臣を務めた。
父が爵位を継承した1783年から自身が爵位を継承する1834年までオールトラップ子爵（Viscount Althorp）の儀礼称号を使用した。

## 経歴
1782年にオールトラップ子爵ジョージ・スペンサー（後の第2代スペンサー伯爵）の長男としてスペンサー伯爵家のロンドンの邸宅スペンサー・ハウスに生まれる。母はレディ・ラヴィニア・ビンガム（初代ルーカン伯爵チャールズ・ビンガムの娘）。1783年に父がスペンサー伯爵位を継承したのに伴い、オールトラップ子爵の儀礼称号を使用した。
ハーロー校を経てケンブリッジ大学トリニティ・カレッジへ進学し、1802年に大学を卒業。1804年にオークハンプトン選挙区からホイッグ党候補として出馬して庶民院議員に当選。1806年から1832年にかけてはノースハンプトンシャー選挙区から選出される。
ホイッグ党は1780年代から長い野党時代が続いており、1806年にチャールズ・ジェイムズ・フォックスが死去した後にはいくつかの党派に分裂していた。オールトラップ卿はホイッグ党の若手議員の集団である青年ホイッグ派（Young Whig）と呼ばれる勢力のリーダー的存在だった。1827年に成立したジョージ・カニング内閣はトーリー党政権ながらトーリー党が分裂状態だったため、トーリー党の一部とホイッグ党の一部が連立する内閣となった。しかしオールトップ卿はカニングが選挙法改正に消極的であるとして協力を拒否した。オールトラップ卿は熱心な選挙法改革論者であるとともにカトリック解放支持派でもあった。
1830年にトーリー党政権のウェリントン公爵内閣が崩壊するとホイッグ党の各党派に選挙法改正を前提とした連携が成立した。オールトラップ卿もこれに協力した。その結果グレイ伯爵内閣が成立した。オールトラップ卿はグレイ伯爵との関係がよく、内閣に庶民院院内総務、大蔵大臣という重要ポストで入閣している。庶民院院内総務として第一次選挙法改正法案を通過させるのに大きな役割を果たした。また1833年には彼の主導で工場法が制定され、児童労働の労働時間制限が設けられた。法案の実行力を確保するために監察官も設けられ、社会政策への最初の一歩となる法律と評価される。彼はグレイ伯爵の後任の首相候補とも目されていた。
1832年から1834年にかけてはサウス・ノーザンプトンシャー選挙区から庶民院議員に選出される。1834年7月に成立したメルバーン子爵内閣にも留任したが、同年11月10日に父が死去したのに伴い第3代スペンサー伯爵位を継承し、貴族院へ移籍した。庶民院院内総務の地位はジョン・ラッセル卿に譲った。この数日後にメルバーン子爵は国王ウィリアム4世に罷免されたため、トーリー党が政権を奪還している。
第二次メルバーン子爵内閣期の1841年頃にはホイッグ党内に自由貿易論争が起こるようになったが、スペンサー卿は自由貿易派として穀物法の廃止を訴えた。
1845年10月1日にノッティンガムシャーのウィセトン・ホール（Wiseton Hall）で死去した。63歳だった。子はなく、弟のフレデリックが爵位と家督を継承した。

## 栄典

### 爵位
1834年11月10日に父の死により以下の爵位を継承した。
- 第3代スペンサー伯爵 (3rd Earl Spencer)
（1765年11月1日の勅許状によるグレートブリテン貴族爵位）
- ノーサンプトン州におけるオールトラップの第3代スペンサー子爵 (3rd Viscount Spencer, of Althorp in the County of Northampton)
（1761年4月3日の勅許状によるグレートブリテン貴族爵位）
- ノーサンプトン州におけるオールトラップの第3代オールトラップ子爵 (3rd Viscount Althorp, of Althorp in the County of Northampton)
（1765年11月3日の勅許状によるグレートブリテン貴族爵位）
- ノーサンプトン州におけるオールトラップのオールトラップの第3代スペンサー男爵 (3rd Baron Spencer of Althorp, of Althorp in the County of Northampton)
（1761年4月3日の勅許状によるグレートブリテン貴族爵位）

### その他
- 1820年、王立協会フェロー（1820年）[13]
- 1830年、枢密顧問官（1830年）[14]